# IC 4515
IC 4515 је спирална галаксија у сазвјежђу Волар која се налази на листи објеката дубоког неба у Индекс каталогу.
Деклинација објекта је + 37° 29' 43" а ректасцензија 14h 51m 6,6s. Привидна величина (магнитуда) објекта IC 4515 износи 15,0 а фотографска магнитуда 15,8. IC 4515 је још познат и под ознакама MCG 6-33-3, CGCG 193-5, NPM1G +37.0451, PGC 53026.